# Akentrogonida
Akentrogonida fue antiguamente un suborden de percebes perteneciente al grupo Rhizocephala, ahora infraclase. En una investigación publicada por Chan et al. en 2021, los subórdenes Akentrogonida y Kentrogonida fueron eliminados de la infraclase Rhizocephala, dejando a 13 familias como hijas de Rhizocephala sin órdenes o subórdenes intermedios.